# Kleiner Waldstein

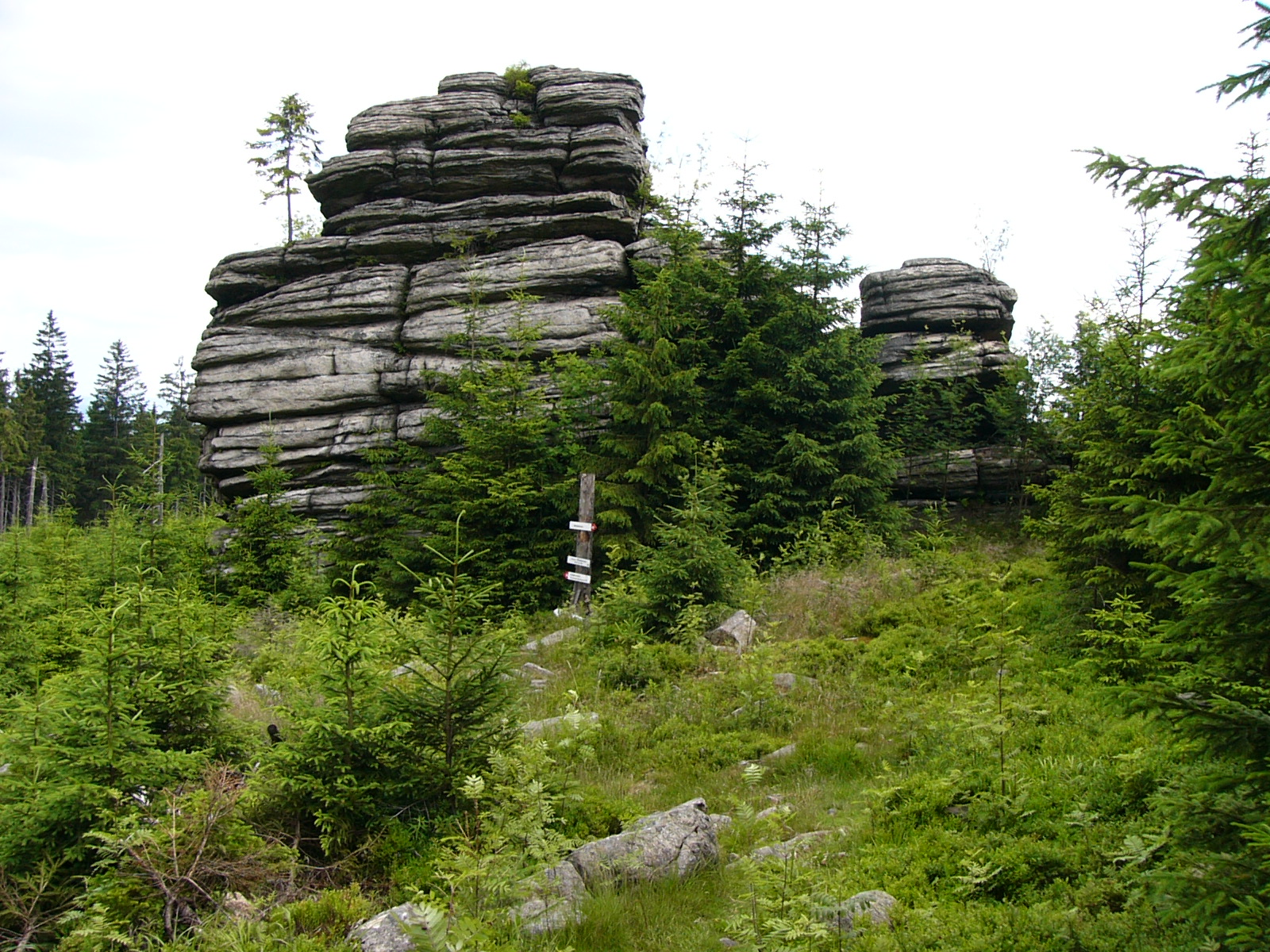
Ansicht der Felsengruppe

Der Kleine Waldstein (829 m) ist eine Felsengruppe am Nordhang des Bergkopfes, eines Teils des Waldsteinzuges im Fichtelgebirge.
Der Kleine Waldstein ist mit dem Großen Waldstein verbunden, der Name Waldstein wird oft für den gesamten Berg verwendet. 
Der Kleine Waldstein ist als geschütztes Naturdenkmal ein größeres freistehendes Felsmassiv aus Granit mit Wollsackverwitterung. Nach dem Orkan Kyrill war die unmittelbare Umgebung der Felsengruppe unbewaldet. Wenige Meter entfernt am westlichen Hang befindet sich der Kuhfelsen. Der Weg in Richtung Sparneck führt an der Quelle der Förmitz vorbei. In östlicher Richtung befinden sich der Hohe Stein und die Lamitzquelle. Der Kleine Waldstein ist über verschiedene Wanderwege erreichbar, darunter der Höhenweg des Fichtelgebirgsvereins.